# Альфред Форер
Альфред Форер (нім. Alfred Vohrer; 29 грудня 1914 — 3 лютого 1986) — німецький кінорежисер і актор. З 1958 по 1984 рік зняв 48 фільмів. Його фільми «Термін — сім днів» (1969 року), «І дощ змиває всі сліди» (1972 року) та «Відповідь знає тільки вітер» (1974 року) були представлені на Московському міжнародному кінофестивалі.

## Вибрана фільмографія
- 1964 : Серед шулік / Unter Geiern
- 1969 : Термін — сім днів / Sieben Tage Frist
- 1972 : І дощ змиває всі сліди / Und der Regen verwischt jede Spur
- 1974 : Троє на снігу / Drei Männer im Schnee
- 1974 : Відповідь знає тільки вітер / Die Antwort kennt nur der Wind
- 1976 : Кожен помирає поодинці / Jeder stirbt für sich allein